# Melih Esenbel

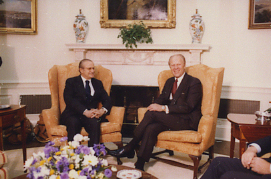
Melh Esenbel, Botschafter der Republik Türkei in den USA, und Gerald Ford, am Kamin im Oval Office.(1975)

Melih Rauf Esenbel (* 1915 in Istanbul; † 27. Juli 1995 ebenda) war ein türkischer Diplomat und Politiker, der unter anderem 1960 Botschafter in den USA, zwischen 1963 und 1967 Botschafter in Japan und 1967 bis 1974 erneut Botschafter in den USA war. Nachdem er zwischen 1974 und 1975 das Amt des Außenministers bekleidete, war er von 1975 bis 1979 abermals Botschafter in den USA.

## Leben

### Studium, Diplomat und Generalsekretär des Außenministeriums
Esenbel absolvierte nach dem Besuch des renommierten Galatasaray-Gymnasiums (Galatasaray Lisesi) ein Studium der Rechtswissenschaften an der Universität Istanbul und trat 1936 in den diplomatischen Dienst des Außenministeriums (Türkiye Cumhuriyeti Dışişleri Bakanlığı). Nach einem kurzen Militärdienst wurde er 1938 Mitarbeiter in der Wirtschaftsabteilung sowie 1939 in der Handelsabteilung. Kurz darauf wurde er zunächst Kanzler des Generalkonsulats in Paris und wechselte danach 1940 zur Botschaft in Frankreich, an der er zunächst Dritter Sekretär sowie anschließend Zweiter Sekretär war.
Nach seiner Rückkehr in die Türkei wurde Esenbel 1943 Zweiter Sekretär in der Protokollabteilung des Außenministeriums. 1945 wechselte er an die Botschaft in den USA und war dort anfangs Erster Sekretär sowie zuletzt Botschaftsrat. 1952 wurde er Referatsleiter sowie anschließend 1954 stellvertretender Leiter der Wirtschaftsabteilung des Außenministeriums, ehe er 1956 die Funktion als Erster Stellvertretender Generalsekretär des Außenministeriums übernahm.
Am 2. April 1957 wurde Esenbel Nachfolger von Muharrem Nuri Birgi als Generalsekretär des Außenministeriums (Türkiye Dışişleri Bakanlığı Müsteşarı) und damit der oberste Beamte des Außenministeriums. Diese Funktion bekleidete er fast drei Jahre lang bis zu seiner Ablösung durch Selim Rauf Sarper am 12. März 1960.

### Botschafter und Außenminister
Als Nachfolger von Suat Hayri Ürgüplü war er 1960 erstmals für kurze Zeit Botschafter in den USA, wurde aber noch 1960 durch Bülent Usakligil wieder abgelöst und übernahm am 1. Dezember 1960 die Funktion als Generalsekretär des Obersten Rates (Yüksek Müşaviri).
1963 löste Esenbel Nejad Kemal Kavur als Botschafter in Japan ab und verblieb auf diesem Posten bis zu seiner Ablösung durch Turgut Aytuğ 1967. Er selbst wurde 1967 als Nachfolger von Rifat Turgut Menemencioglu erneut Botschafter in den USA und übte dieses Amt bis zu seiner Ablösung durch Aydin Yegen 1974 aus.
Am 13. November 1974 wurde Esenbel von Ministerpräsident Sadi Irmak zum Außenminister (Dışişleri Bakanı) in dessen Regierung berufen und löste damit Turan Güneş ab. Das Amt des Außenministers bekleidete er bis zum 30. März 1975 und wurde danach von İhsan Sabri Çağlayangil abgelöst. Anschließend löste er Aydin Yegen wieder als Botschafter in den USA ab und übte dieses Amt bis zu seinem Eintritt in den Ruhestand am 23. August 1979 aus. Sein Nachfolger wurde im Anschluss Mustafa Sükrü Elekdag.
Aus seiner Ehe mit Emine Esenbel gingen drei Kinder hervor.

## Veröffentlichung
- Ayağa kalkan adam. Bilgi yayınevi, Ankara 1993